# Club Voleibol Andorra 2014-2015
Questa voce raccoglie le informazioni riguardanti il Club Voleibol Andorra nelle competizioni ufficiali della stagione 2014-2015.

## Organigramma societario
Area tecnica
- Allenatore: Luis Hillaire

## Rosa
| N° | Nome                     | Ruolo | Data di nascita   | Nazionalità sportiva |
| -- | ------------------------ | ----- | ----------------- | -------------------- |
| 1  | Thiago Aranha            | S     | 25 luglio 1981    | Brasile              |
| 2  | Javier Borrego           | S     | 9 aprile 1982     | Andorra              |
| 3  | Èrik Olivera             | C     | 5 agosto 1987     | Andorra              |
| 4  | Manuel Sevillano         | S     | 2 luglio 1981     | Spagna               |
| 5  | Mariano da Silva         | C     | 15 settembre 1990 | Brasile              |
| 6  | Abel Bernal              | C     | 23 febbraio 1981  | Spagna               |
| 7  | Osveny Sánchez           | S/O   | 16 dicembre 1987  | Spagna               |
| 10 | Xavi Folguera            | P     | 27 agosto 1988    | Andorra              |
| 12 | José Manuel García       | L     | 5 novembre 1974   | Andorra              |
| 13 | Mario Augusto dos Santos | C     | 26 aprile 1988    | Brasile              |
| 17 | Ramón Pujol              | S     | -                 | Spagna               |
| 18 | Héctor García            | P     | 18 luglio 1982    | Spagna               |